# Maribo
Maribo es una localidad del Municipio de Lolland en la Región de Selandia. Está situado en la isla de Lolland, al sur de Dinamarca. Al norte de Maribo está Nørresø ("Lago del Norte" o "Lago del Norte de Maribo") y al sur está Søndersø ("Lago del Sur" o "Lago del Sur de Maribo"). Søndersø es el lago más grande de Lolland. Hay más islas en Søndersø que en cualquier otro lago de Dinamarca. Entre ellas se encuentran las islas de Fruerø, Hestø, Præstø, Borgø, Lindø, Askø y Worsaaes. Esto forma parte del parque natural de los Lagos de Maribo, que abarca las localidades de Maribo, Holeby, Sakskøbing y Nysted.

## La localidad de Maribo
La localidad comercial de Maribo se sitúa en el centro de Lolland. Su población es de 6.023 habitantes (1 de enero de 2010). Tiene, entre otras instalaciones, un gymnasium (Instituto de enseñanza secundaria) y una fábrica de cerveza llamada Maribo Bryghus.
La predecesora de la actual Maribo Bryghus empezó en 1895. La cervecería es la segunda entidad que más empleos ofrece en Maribo, y produce una gama de cervezas y refrescos. Maribo Bryghus es parte de Royal Unibrew, la segunda mayor cervecería de Escandinavia.

## Historia
Santa Brígida (1303-1373), también conocida como Brígida de Vadstena, ha dejado su rastro en esta localidad, mostrándose en el escudo local. Su orden estableció el claustro de la Orden Brigidina de Maribo, cuando en 1416 se enviaron monjes del claustro de Vadstena hacia Maribo, entonces llamada Skimminge, para ayudar a establecer el claustro.
En 1536, sin embargo, el claustro fue abolido. Después de que la antigua iglesia local se incendiara en 1596, el claustro recibió el estatus de iglesia local.
La hija del rey Cristián IV, Leonora Christina Ulfeldt, fue probablemente la residente más famosa del claustro. En 1685, tras su puesta en libertad de su encarcelamiento de 21 años por alta traición en la Torre Azul (Blåtårn) del castillo de Copenhague, pasó sus últimos años en el claustro, y está enterrada en la cripta de la iglesia.
En 1803 o 1804 las islas de Lolland y Falster, que habían pertenecido a la diócesis de Fionia hasta entonces, se hicieron una diócesis independiente, y se le dio a la iglesia del claustro el estatus de catedral de la diócesis (domkirke). El obispo, sin embargo, reside en Nykøbing Falster.
Varias veces durante el siglo XIX se ha protegido la iglesia contra el deterioro.

## Municipio de Maribo
Hasta el 1 de enero de 2007, Maribo era también un municipio (en danés, kommunne) en el antiguo distrito de Storstrøm. El municipio, que incluía las islas de Askø y Lilleø en el Estrecho de Rågø, cubría una superficie de 154 km², y tenía una población total de 11.098 (2005). Su último alcalde fue Liljan Køcks, un miembro del Partido Popular Socialista (Socialistisk Folkeparti).
El municipio de Maribo dejó de existir como resultado de la Kommunalreformen ("La Reforma Municipal" de 2007). Se fundió con los municipios de Holeby, Højreby, Nakskov, Ravnsborg, Rudbjerg y Rødby para formar el nuevo Municipio de Lolland. Esto creó un municipio con un área de 892 km² y una población total de 49.469 (2005).
Maribo es hoy la capital del Municipio de Lolland.